# MTV ao Vivo (álbum de Lulu Santos)
MTV Ao Vivo é o décimo nono álbum e o segundo DVD do cantor carioca de pop rock Lulu Santos.

## Faixas do CD
1. Condição
2. Toda Forma de Amor
3. Um Certo Alguém
4. O Último Romântico
5. Sincero
6. Adivinha o Quê
7. Tudo Com Você
8. Um pro Outro
9. Tempos Modernos
10. A Cura
11. Apenas Mais Uma de Amor
12. Tudo Bem
13. Aviso Aos Navegantes
14. Assim Caminha a Humanidade
15. Já É!
16. Como Uma Onda (Zen-Surfismo)
17. Casa
18. Sem Nunca Dar Adeus (estúdio)

## Faixas do DVD
1. Condição
2. Toda Forma de Amor
3. Um Certo Alguém
4. O Último Romântico
5. Sincero
6. Adivinha o Quê
7. Tudo Com Você
8. Tempos Modernos
9. Sábado à Noite
10. A Cura
11. Apenas Mais Uma de Amor
12. Tudo Bem
13. Aviso Aos Navegantes
14. Tudo Igual
15. Assim Caminha a Humanidade
16. Já É!
17. Chega de Dogma
18. O Descubridor dos Sete Mares
19. Minha Vida
20. Como Uma Onda (Zen-Surfismo)
21. Sem Nunca Dar Adeus
22. Casa

## Músicos
- Lulu Santos - voz e guitarra
- André Rodrigues - baixo e vocal de apoio
- Chocolate - bateria
- Hiroshi Mizutani - teclados e synth bass
- Fábio Mondego - guitarra, violão, cítara, pandeirola, maracas e vocal de apoio
- Armando Marçal - percussão

## Vendas e Certificações
| Região                                                                                             | Certificação | Vendas |
| -------------------------------------------------------------------------------------------------- | ------------ | ------ |
| Brasil (Pro-Música Brasil)                                                                         | Ouro         | 60,000 |
| *números de vendas baseados somente na certificação ^distribuições baseadas apenas na certificação |              |        |